# Warrant Live 86-97
Warrant Live 86-97 è un album dal vivo del gruppo musicale statunitense Warrant, pubblicato il 29 luglio 1997 dalla CMC International.
Contrariamente al nome, il disco non è una raccolta di tracce live ma la registrazione di un unico concerto. Nel 2005 è stato ristampato col titolo Extended Versions.

## Tracce
1. D.R.F.S.R. – 0:27
2. Down Boys – 2:16
3. Uncle Tom's Cabin – 3:51
4. A.Y.M. – 5:08
5. Family Picnic – 3:10
6. Machine Gun – 6:01
7. Heaven – 4:11
8. Sometimes She Cries – 2:37
9. I Saw Red – 2:19
10. Hole in My Wall – 4:39
11. Feels Good – 3:46
12. Indian Giver – 5:00
13. 32 Pennies – 6:00
14. Vertigo – 5:23
15. Cherry Pie – 4:00

## Formazione
- Jani Lane – voce
- Rick Steier – chitarra
- Erik Turner – chitarra
- Jerry Dixon – basso
- Bobby Borg – batteria
- Danny Wagner – tastiere